# Martina Navrátilová
Martina Navrátilová (nacida Martina Šubertová; Praga, Checoslovaquia, 18 de octubre de 1956) es una extenista checo-estadounidense, considerada una de las más grandes figuras en la historia del tenis. A lo largo de una extraordinaria carrera profesional que se extendió por más de tres décadas, Navrátilová dejó una huella imborrable tanto por sus logros deportivos como por su influencia dentro y fuera de la cancha.
Con 9 títulos individuales de Wimbledon, posee el récord absoluto (tanto en la rama femenina como masculina) del torneo más prestigioso del circuito. Este dominio sobre la hierba londinense la consagró como la reina indiscutible del All England Club.
En total, Navrátilová conquistó 59 títulos de Grand Slam entre las tres modalidades principales: individuales, dobles femeninos y dobles mixtos, siendo esta la cifra más alta jamás lograda por un tenista profesional. Su longevidad y versatilidad le permitieron mantenerse competitiva hasta los 50 años, habiendo debutado profesionalmente en 1973.
Se naturalizó ciudadana estadounidense en 1975. Décadas más tarde, en marzo de 2008, recuperó la nacionalidad checa, manteniendo también la estadounidense.
En el Abierto de Australia se coronó campeona en tres ocasiones (1981, 1983 y 1985), y dominó con autoridad el Torneo de Maestras (WTA Finals), imponiéndose en seis ediciones (1980, 1981, 1982, 1984, 1985 y dos veces en 1986, ya que ese año se celebró por duplicado).
Representando a Estados Unidos, contribuyó decisivamente a la conquista de la Copa Federación en cinco ediciones: 1981, 1982, 1986, 1989 y 1990.
Junto a Margaret Smith Court y Doris Hart, Navrátilová forma parte del exclusivo trío de tenistas en la historia que ha logrado completar el Grand Slam de Carrera en las tres modalidades (individuales, dobles y dobles mixtos). Este hito sigue sin ser alcanzado por ningún tenista masculino.
En 1994, fue distinguida con el Premio Príncipe de Asturias de los Deportes, aunque declinó asistir a la ceremonia de entrega en Oviedo. A lo largo de su vida, ha sido también una activista destacada en causas sociales, especialmente en la defensa de los derechos de las mujeres y de la comunidad LGBTQ+.

## Primeros años y antecedentes
Martina Navrátilová nació como Martina Šubertová el 18 de octubre de 1956 en Praga, por entonces parte de la Checoslovaquia comunista. Sus padres se divorciaron cuando ella tenía tres años. Su madre, Jana, una gimnasta, tenista e instructora de esquí, se mudó con la familia al pequeño pueblo de Řevnice, en las afueras de Praga. En 1962, Jana contrajo matrimonio con Miroslav Navrátil, quien se convertiría en el primer entrenador de tenis de Martina. Fue entonces cuando la joven adoptó el apellido de su padrastro, al que se le añadió el sufijo femenino checo "-ová", pasando a llamarse Martina Navrátilová.
Su padre biológico, Miroslav Šubert, conocido como Mirek, era también instructor de esquí. Martina tiene una hermana menor, Jana, y un medio hermano paterno mayor.
El tenis tenía raíces familiares: su abuela materna, Agnes Semanska, fue una destacada tenista amateur en la Checoslovaquia de preguerra, llegando a ocupar el segundo puesto nacional antes de la Segunda Guerra Mundial.
Desde muy temprana edad, Navrátilová demostró una afinidad especial por el tenis. A los cuatro años, ya golpeaba pelotas contra una pared de concreto, y a los siete comenzó a entrenar de forma regular. Su talento emergente quedó confirmado en 1972, cuando con apenas 15 años se proclamó campeona nacional de Checoslovaquia.
En 1973, a los 16 años, hizo su primera aparición en la gira profesional de la United States Lawn Tennis Association, aunque no se convertiría en profesional oficialmente hasta 1975. Si bien su nombre quedaría ligado para siempre a la superficie de hierba —donde lograría sus más icónicas victorias—, sus primeros resultados destacados llegaron en la arcilla del Torneo de Roland Garros, en el que alcanzó la final en seis ocasiones a lo largo de su carrera.
En su debut en Roland Garros en 1973, alcanzó los cuartos de final, cayendo ante la australiana Evonne Goolagong por 6-7, 4-6. Repitió la hazaña al año siguiente, cuando fue derrotada por Helga Masthoff (de soltera Niessen).

## Biografía
Nació en Praga, antigua Checoslovaquia el 18 de octubre de 1956 como Martina Šubertová. Proviene de Řevnice. Sus padres se divorciaron cuando ella tenía tres años. La madre de Martina se casó en 1962 con Miroslav Navrátil, quien se convirtió en su primer entrenador de tenis. Obtuvo el apellido Navrátilová en honor a su padrastro. Desde pequeña jugó en el club de tenis LTC Řevnice, en el que también trabajaba su abuela Anežka Semanská-Boučková. Posteriormente pasó a ser miembro honorario del mismo. No terminó sus estudios en el instituto Na Zatlance de Praga.
Después del Abierto de Estados Unidos de 1975, solicitó la ciudadanía estadounidense en Nueva York y nunca regresó a Checoslovaquia. Al cabo de un mes, recibió su tarjeta de residencia y comenzó a representar a los Estados Unidos. En 1981 se convirtió en ciudadana estadounidense.
En 1982, Navratilova tuvo un récord de 90-3 y se convirtió en la primera atleta femenina en ganar más de un millón de dólares en un año. En 1983, tuvo un récord de 86-1, perdiendo solo ante Kathy Horvath en la cuarta ronda del Abierto de Francia. También inició su racha de 109 victorias consecutivas en dobles, durante más de dos años, con Pam Shriver.
Navratilova ganó los tres últimos Grand Slams de 1983 y, al ganar los tres primeros en 1984, parecía que finalmente ganaría el Grand Slam. Pero Helena Sukova la sorprendió en las semifinales del Abierto de Australia en diciembre.
En los tres años siguientes, llegó a la final de los 11 torneos de Grand Slam en los que participó, ganando seis. En 1987, rompió el récord de Suzanne Lenglen de cinco Wimbledons consecutivos (1919-23).
Aunque Navratilova nunca recuperaría su puesto número 1, sí ganaría otro Wimbledon. En 1990, a los 33 años, ganó su noveno Wimbledon, rompiendo el récord que compartía con Helen Wills Moody. Para entonces, era la favorita del público, la gran dama del tenis que por fin oía los vítores por ella, no por su oponente.
Se retiró oficialmente del circuito en 1994, pero regresó en 1995 para ganar su tercer título de dobles mixtos en Wimbledon. Colabora con diversas organizaciones benéficas que defienden los derechos de los animales, los niños desfavorecidos y los derechos de los homosexuales, y también participa en el Legends Tour.
Durante su vida, participó en varios proyectos benéficos. En la República Checa, desde la inundación de 2002, participa en la restauración del parque Stromovka. Se desempeñó como presidenta de la Asociación de Tenis Femenino (WTA). En enero de 2008 obtuvo la ciudadanía checa.
También se dedica a escribir y co-comenta regularmente torneos de tenis para la cadena de televisión estadounidense CNN . En febrero de 2012, filmó un espectáculo para ella con Petra Kvitova en el All England Club de Londres .
En junio de 2023 recibió la Medalla de Plata del Presidente del Senado . Además de su carrera tenística, Miloš Vystrčil también elogió sus méritos en proyectos benéficos y otras acciones de la vida, entre ellas "el coraje de ser ella misma".
En su autobiografía Being Myself, dice que sintió atracción romántica hacia profesores de ambos sexos y que, más adelante, ya sentía fuerte atracción por compañeras tenistas. Pero no se dio cuenta de que ello tenía una dimensión sexual hasta los 18 años, cuando tuvo su primera relación lésbica mientras estaba enamorada de un chico llamado Lukas.
Sin embargo, sus progenitores (en especial su padre) se sintieron perturbados al descubrir la orientación sexual de su hija, lo que su padre calificó de «enfermedad» y levantó gran polémica con decir que preferiría que su hija hubiese sido prostituta. Navrátilová señaló que temía que su orientación sexual perjudicara su solicitud para conseguir la nacionalidad estadounidense. 
En 1981, tras haber recibido la nacionalidad estadounidense y salir de Checoslovaquia, un país en el que, según sus palabras, «a los gays se los enviaba a asilos para enfermos mentales y las lesbianas nunca salían del armario», Navrátilová reveló públicamente su orientación sexual. Desde 1983 a 1991, mantuvo una larga relación con su pareja Judy Nelson. Su separación en 1991 incluyó una muy publicitada batalla legal. Apareció en un calendario de la WITA (Women's International Tennis Association, Asociación Internacional de Tenis Internacional Femenino) con sus trofeos de Wimbledon y los hijos de Nelson en el fondo. Otra pareja suya conocida fue la escritora Rita Mae Brown.

### Problemas de salud
En abril de 2010 se le detectó un cáncer de mama cuyo pronóstico según los doctores fue excelente.
El 2 de enero de 2023, durante un chequeo de rutina, fue nuevamente diagnosticada con el cáncer de mama y agregado a ello, con cáncer de garganta. Esto se produjo después de que Navratilova descubriera un ganglio linfático inflamado en su cuello, lo que la llevó a someterse a exámenes médicos. En marzo de 2023, después de varias sesiones de radioterapia, afirmó que ya no tenía cáncer.

### Jubilación
Navratilova coronó su carrera al ganar el título de dobles mixtos, su 41.º título importante de dobles (31 en dobles femeninos y 10 en dobles mixtos) y 177.º en general, en el Abierto de Estados Unidos de 2006 con el especialista en dobles estadounidense Bob Bryan. En ese momento, estaba a solo un mes de cumplir 50 años y rompió su propio récord como la campeona de un torneo importante de mayor edad (con 49 años y 10 meses). 
Navrátilová conquistó 167 títulos individuales de primer nivel, la mayor cantidad obtenida por cualquier jugadora en la Era Abierta del tenis. En dobles femeninos, logró un impresionante total de 177 títulos, cifra que también la sitúa como líder histórica en esta categoría. Su último título profesional de dobles llegó el 21 de agosto de 2006, en la Copa Rogers de Montreal (evento de categoría Tier I), donde se consagró campeona junto a la rusa Nadia Petrova, apenas unas semanas antes de cumplir 50 años.
En torneos de Grand Slam, Navrátilová levantó 18 trofeos individuales:
| Torneo               | Titulos |
| Abierto de Australia | 3       |
| Roland Garros        | 2       |
| Wimbledon            | 9       |
| Abierto de EE. UU.   | 4       |
| Total                | 18      |

Su récord general en 67 torneos individuales importantes fue de 306-49 (120-14 en Wimbledon, 89-17 en el Abierto de Estados Unidos, 51-11 en Roland Garros y 46-7 en el Abierto de Australia). Algunos observadores argumentan que los escasos partidos individuales que disputó a sus cuarenta años deberían contabilizarse aparte en las estadísticas de su carrera. 
Navrátilová es la única jugadora en la historia en haber ganado al menos un título del circuito durante 21 temporadas consecutivas, una muestra de longevidad y competitividad excepcional. Además, logró un récord de 84 ocasiones en las que ganó tanto el título de individuales como el de dobles en el mismo torneo, algo sin precedentes en la historia del tenis profesional.
Se mantuvo entre las tres mejores del ranking mundial en individuales durante 15 años consecutivos, entre 1977 y 1993, lo que refleja su dominio sostenido en la cima del deporte. Su total de 1.442 victorias en partidos individuales es también el más alto registrado en la Era Abierta.

## Rivalidades

### Rivalidad conChris Evert

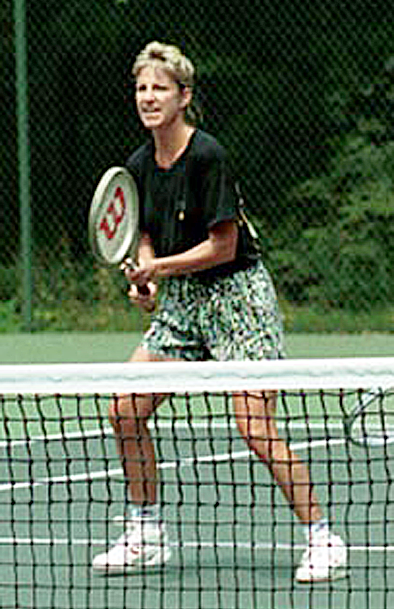
Chris Evert mayor rival histórica de Navratilova.

Uno de los pilares fundamentales en la carrera de Navrátilová fue su legendaria rivalidad con Chris Evert, considerada ampliamente como la más importante en la historia del tenis femenino. Ambas se enfrentaron en 80 ocasiones entre 1973 y 1988, una cifra récord en la Era Abierta para el circuito WTA. 

#### La final del Abierto de Francia de 1985
Uno de los duelos más memorables entre ambas tuvo lugar en la final del Torneo de Roland Garros en 1985, y es frecuentemente citado como uno de los mejores partidos femeninos de todos los tiempos. Navrátilová remontó un marcador adverso de 3-6, 2-4, igualando el tercer set a 5-5, antes de que Evert conectara un revés ganador en el punto de partido para sellar una dramática victoria por 6-3, 6-7(4), 7-5, siendo este su su sexto título individual femenino del Abierto de Francia. Este triunfo fue especialmente significativo para Evert, quien había sido ampliamente superada por Navrátilová en la final del año anterior. El comentarista Bud Collins llegó incluso a sugerir, en tono irónico, que se debería crear una "liga superior" para permitir que Navrátilová tuviera oponentes a su altura.
Navratilova dijo sobre el clásico de todos los tiempos: "Está probablemente fue la mejor final de Grand Slam que hemos jugado. Sin duda, fue la más reñida y la que más suspense tuvo". Evert describió el partido como "sin duda uno de los partidos más dramáticos que he jugado".

#### Análisis de superficie y evolución
La rivalidad fue notable no solo por su intensidad, sino también por la evolución de su dinámica. En sus primeros encuentros, Evert dominó con claridad, ganando 21 de los primeros 25 partidos. Sin embargo, una vez que Navrátilová logró igualar el nivel estratégico y físico de su rival, revirtió la tendencia y terminó liderando el historial.

#### Por superficie
| Tipo de superficie                         | Total enfrentamientos | Total enfrentamientos |
|                                            | Navrátilová           | Evert                 |
| Tierra batida, arcilla o polvo de ladrillo | 3                     | 11                    |
| Hierba, pasto o césped                     | 10                    | 5                     |
| Dura o cemento                             | 9                     | 7                     |
| Canchas cubiertas                          | 21                    | 14                    |
| Total                                      | 43                    | 37                    |

*14-8 en Grand Slams y 10-4 en finales de Grand Slam

### Rivalidad con Steffi Graf

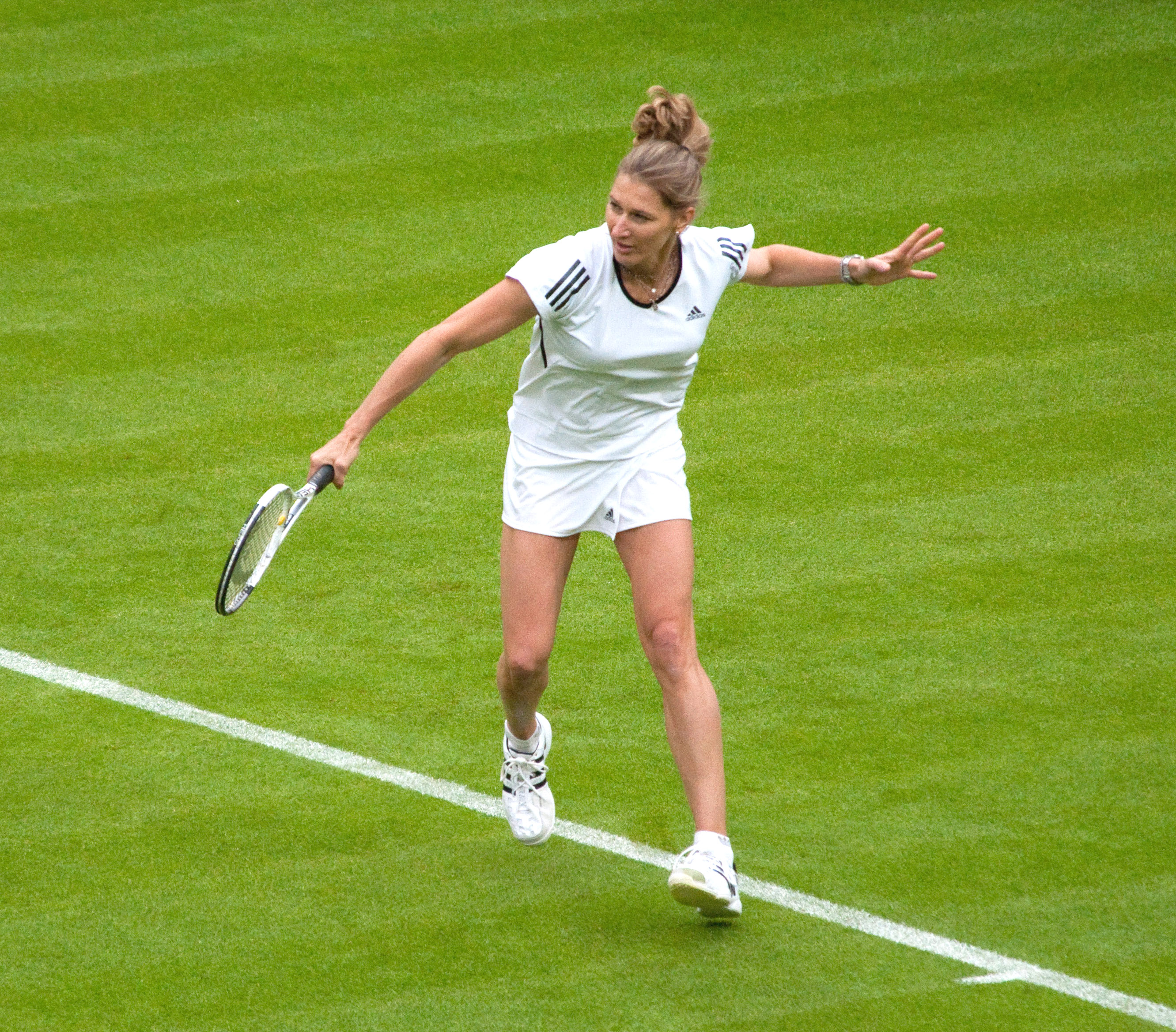
Graff una de la mayores rivales de Navrátilová.

A mediados de la década de 1980, la aparición de Steffi Graf, una joven prodigio alemana, introdujo una nueva dimensión en el tenis femenino, marcando el inicio de otra rivalidad icónica en la carrera de Martina Navrátilová. Graf, 13 años menor que Navrátilová, desafiaría gradualmente su dominio en los torneos más importantes.
En el Abierto de Estados Unidos de 1986, en una de las semifinales más anticipadas del torneo, Navrátilová venció a una joven Graf de 17 años por 6–1, 6–7(3), 7–6(8), en un duelo épico que se extendió durante dos días y en el que salvó tres puntos de partido. Posteriormente, superó con autoridad a Helena Suková en la final (6–3, 6–2), y también se consagró campeona en dobles femeninos junto a su habitual compañera Pam Shriver. Más adelante ese año, Navrátilová volvió a derrotar a Graf en sets corridos en la final del Campeonato del Tour de la WTA, cerrando la temporada con un imponente récord de 89 victorias y solo 3 derrotas, lo que le valió finalizar como número uno del mundo por quinto año consecutivo.

#### Temporadas 1987–1989: Transición de hegemonía
En 1987, Graf comenzó a afirmar su dominio en la primera mitad del calendario, con victorias sobre Navrátilová en sets corridos en la semifinal del Masters de Miami y en una ajustada final del Torneo de Roland Garros (6-4, 4-6, 8-6). Sin embargo, Navrátilová se impuso con solidez en las finales de Wimbledon y del Abierto de Estados Unidos, donde consiguió una hazaña histórica: se convirtió en la tercera jugadora de la Era Abierta, junto con Margaret Court y Billie Jean King, en ganar los tres títulos principales del torneo —individuales, dobles femeninos y dobles mixtos— conocida como la inusual "Triple Corona".
Navrátilová alcanzó las cuatro finales de Grand Slam en 1987, ganando dos (Wimbledon y US Open), y perdiendo dos (Abierto de Francia y Abierto de Australia, este último frente a Hana Mandlíková). A pesar de ello, Graf cerró el año como número uno del mundo gracias a 11 títulos en la temporada, frente a los 4 de Navrátilová. La alemana también puso fin al récord de Navrátilová de 156 semanas consecutivas y 331 semanas totales como número uno del ranking WTA.
No obstante, a nivel de títulos individuales, Navrátilová mantiene una ventaja histórica: acumuló 167 títulos individuales, una marca que Graf no logró superar (con 107). Incluyendo los logros en dobles y dobles mixtos, Navrátilová alcanzó la asombrosa cifra de 344 títulos profesionales, frente a los 118 de Graf.
En 1988, Graf completó el histórico Golden Slam (los cuatro Grand Slams y la medalla de oro olímpica en el mismo año). Su único enfrentamiento con Navrátilová en ese año fue en la final de Wimbledon, donde se impuso por 5-7, 6-2, 6-1, remontando un set y un quiebre en contra. Aunque Navrátilová no disputó ninguna otra final de Grand Slam en esa temporada, ganó nueve torneos, cerrando el año como número 2 del mundo.
En 1989, ambas se enfrentaron en las finales de Wimbledon y del Abierto de Estados Unidos, con victorias de Graf en ambas ocasiones, por marcador idéntico en el tercer set: 6-1. Graf también venció a Navrátilová en la final del Campeonato del Tour de la WTA, ganando los tres encuentros que disputaron ese año. Pese a no competir en Roland Garros, Navrátilová logró ganar ocho títulos y mantuvo el número 2 del mundo por tercer año consecutivo.
Balance final de la rivalidad
A lo largo de su carrera, Navrátilová y Graf se enfrentaron en 18 ocasiones, con 9 victorias para cada una. En torneos de Grand Slam, disputaron nueve partidos, con Navrátilová liderando el historial por 5-4. Cabe destacar que las cuatro victorias de Graf en Grand Slams sobre Navrátilová se produjeron todas en finales, mientras que Navrátilová venció a Graf por última vez en un major en las semifinales del Abierto de Estados Unidos de 1991, con 34 años, por 7-6(2), 6-7(6), 6-4.
A pesar de la diferencia generacional y el cambio de era en el tenis femenino, Navrátilová logró igualar a la emergente Graf en enfrentamientos directos, y sus logros acumulativos en títulos, longevidad y versatilidad continúan siendo un referente estadístico y deportivo en la historia del tenis.

## Finales de Grand Slam individuales
Navratilova llegó a 33 finales de Grand Slam, donde enfrentó a 11 rivales diferentes: Evert, Jaeger, Jordan, Mandlíková, Suková, Graf, Garrison, Goolagong, Austin, Seles, Conchita Martínez.

### Ganados (18)
| Año  | Campeonato               | Oponente en la final | Resultado      |
| 1978 | Wimbledon                | Chris Evert          | 2-6, 6-4, 7-5, |
| 1979 | Wimbledon (2)            | Chris Evert          | 6-4, 6-4,      |
| 1981 | Abierto de Australia     | Chris Evert          | 6-7, 6-4, 7-5  |
| 1982 | Roland Garros            | Andrea Jaeger        | 7-6, 6-1       |
| 1982 | Wimbledon (3)            | Chris Evert          | 6-1, 3-6, 6-2  |
| 1983 | Wimbledon (4)            | Andrea Jaeger        | 6-0, 6-3       |
| 1983 | Abierto de EE. UU.       | Chris Evert          | 6-1, 6-3       |
| 1983 | Abierto de Australia (2) | Kathy Jordan         | 6-2, 7-6       |
| 1984 | Roland Garros (2)        | Chris Evert          | 6-3, 6-1       |
| 1984 | Wimbledon (5)            | Chris Evert          | 7-6 6-2        |
| 1984 | Abierto de EE. UU. (2)   | Chris Evert          | 4-6, 6-4, 6-4  |
| 1985 | Wimbledon (6)            | Chris Evert          | 4-6 6-3 6-2    |
| 1985 | Abierto de Australia (3) | Chris Evert          | 6-2, 4-6, 6-2  |
| 1986 | Wimbledon (7)            | Hana Mandlíková      | 7-6, 6-3       |
| 1986 | Abierto de EE. UU. (3)   | Helena Suková        | 6-3, 6-2       |
| 1987 | Wimbledon (8)            | Steffi Graf          | 7-5 6-4        |
| 1987 | Abierto de EE. UU. (4)   | Steffi Graf          | 7-6, 6-1       |
| 1990 | Wimbledon (9)            | Zina Garrison        | 6-4 6-1        |

### Finales perdidas (15)
| Año  | Campeonato           | Oponente en la final    | Resultado           |
| 1975 | Abierto de Australia | Evonne Goolagong Cawley | 6–3, 6–2            |
| 1975 | Roland Garros        | Chris Evert             | 2–6, 6–2, 6–1       |
| 1981 | Abierto de EE. UU.   | Tracy Austin            | 1–6, 7–6(4), 7–6(1) |
| 1982 | Abierto de Australia | Chris Evert             | 6–3, 2–6, 6–3       |
| 1985 | Roland Garros        | Chris Evert             | 6–3, 6–7(4), 7–5    |
| 1985 | Abierto de EE. UU.   | Hana Mandliková         | 7–6(3), 1–6, 7–6(2) |
| 1986 | Roland Garros        | Chris Evert             | 2–6, 6–3, 6–3       |
| 1987 | Abierto de Australia | Hana Mandliková         | 7–5, 7–6(1)         |
| 1987 | Roland Garros        | Steffi Graf             | 6–4, 4–6, 8–6       |
| 1988 | Wimbledon            | Steffi Graf             | 5–7, 6–2, 6–1       |
| 1989 | Wimbledon            | Steffi Graf             | 6–2, 6–7(1), 6–1    |
| 1989 | Abierto de EE. UU.   | Steffi Graf             | 3–6, 7–5, 6–1       |
| 1991 | Abierto de EE. UU.   | Monica Seles            | 7–6(1), 6–1         |
| 1994 | Wimbledon            | Conchita Martínez       | 6–4, 3–6, 6–3       |

## Finales de Grand Slam dobles femeninos (37)

### Victorias (31)
| Año  | Campeonato               | Compañera        | Rivales                               | Marcador         |
| 1975 | Roland Garros            | Chris Evert      | Julie Anthony Olga Morozova           | 6–3, 6–3         |
| 1976 | Wimbledon                | Chris Evert      | Billie Jean King Betty Stöve          | 6–1, 3–6, 7–5    |
| 1977 | Abierto de EE. UU.       | Betty Stöve      | Renee Richards Betty Ann Grubb Stuart | 6–1, 7–6         |
| 1978 | Abierto de EE. UU. (2)   | Billie Jean King | Kerry Melville Reid Wendy Turnbull    | 7–6, 6–4         |
| 1979 | Wimbledon (2)            | Billie Jean King | Betty Stöve Wendy Turnbull            | 5–7, 6–3, 6–2    |
| 1980 | Abierto de EE. UU. (3)   | Billie Jean King | Pam Shriver Betty Stöve               | 7–6, 7–5         |
| 1980 | Abierto de Australia     | Betsy Nagelsen   | Ann Kiyomura Candy Reynolds           | 6–4, 6–4         |
| 1981 | Wimbledon (3)            | Pam Shriver      | Kathy Jordan Anne Smith               | 6–3, 7–6(6)      |
| 1982 | Roland Garros (2)        | Anne Smith       | Rosemary Casals Wendy Turnbull        | 6–3, 6–4         |
| 1982 | Wimbledon (4)            | Pam Shriver      | Kathy Jordan Anne Smith               | 6–4, 6–1         |
| 1982 | Abierto de Australia (2) | Pam Shriver      | Claudia Kohde-Kilsch Eva Pfaff        | 6–4, 6–2         |
| 1983 | Wimbledon (5)            | Pam Shriver      | Rosemary Casals Wendy Turnbull        | 6–2, 6–2         |
| 1983 | Abierto de EE. UU. (4)   | Pam Shriver      | Rosalyn Fairbank Candy Reynolds       | 6–7(4), 6–1, 6–3 |
| 1983 | Abierto de Australia (3) | Pam Shriver      | Anne Hobbs Wendy Turnbull             | 6–4, 6–7, 6–2    |
| 1984 | Roland Garros (3)        | Pam Shriver      | Claudia Kohde-Kilsch Hana Mandlíková  | 5–7, 6–3, 6–2    |
| 1984 | Wimbledon (6)            | Pam Shriver      | Kathy Jordan Anne Smith               | 6–3, 6–4         |
| 1984 | Abierto de EE. UU. (5)   | Pam Shriver      | Anne Hobbs Wendy Turnbull             | 6–2, 6–4         |
| 1984 | Abierto de Australia (4) | Pam Shriver      | Claudia Kohde-Kilsch Helena Suková    | 6–3, 6–4         |
| 1985 | Roland Garros (4)        | Pam Shriver      | Claudia Kohde-Kilsch Helena Suková    | 4–6, 6–2, 6–2    |
| 1985 | Abierto de Australia (5) | Pam Shriver      | Claudia Kohde-Kilsch Helena Suková    | 6–3, 6–4         |
| 1986 | Roland Garros (5)        | Andrea Temesvári | Steffi Graf Gabriela Sabatini         | 6–1, 6–2         |
| 1986 | Wimbledon (7)            | Pam Shriver      | Hana Mandlíková Wendy Turnbull        | 6–1, 6–3         |
| 1986 | Abierto de EE. UU. (6)   | Pam Shriver      | Hana Mandlíková Wendy Turnbull        | 6–4, 3–6, 6–3    |
| 1987 | Abierto de Australia (6) | Pam Shriver      | Zina Garrison Lori McNeil             | 6–1, 6–0         |
| 1987 | Roland Garros (6)        | Pam Shriver      | Steffi Graf Gabriela Sabatini         | 6–2, 6–1         |
| 1987 | Abierto de EE. UU. (7)   | Pam Shriver      | Kathy Jordan Elizabeth Sayers Smylie  | 5–7, 6–4, 6–2    |
| 1988 | Abierto de Australia (7) | Pam Shriver      | Chris Evert Wendy Turnbull            | 6–0, 7–5         |
| 1988 | Roland Garros (7)        | Pam Shriver      | Claudia Kohde-Kilsch Helena Suková    | 6–2, 7–5         |
| 1989 | Abierto de Australia (8) | Pam Shriver      | Patty Fendick Jill Hetherington       | 3–6, 6–3, 6–2    |
| 1989 | Abierto de EE. UU. (8)   | Hana Mandlíková  | Mary Joe Fernández Pam Shriver        | 5–7, 6–4, 6–4    |
| 1990 | Abierto de EE. UU. (9)   | Gigi Fernández   | Jana Novotná Helena Suková            | 6–2, 6–4         |

### Finalista (6)
| Año  | Campeonato           | Compañera           | Rivales                              | Marcador      |
| 1977 | Wimbledon            | Betty Stöve         | Helen Gourlay Cawley JoAnne Russell  | 6–3, 6–3      |
| 1979 | Abierto de EE. UU.   | Billie Jean King    | Betty Stöve Wendy Turnbull           | 7–5, 6–3      |
| 1981 | Abierto de Australia | Pam Shriver         | Kathy Jordan Anne Smith              | 6–2, 7–5      |
| 1985 | Wimbledon            | Pam Shriver         | Kathy Jordan Elizabeth Sayers Smylie | 5–7, 6–3, 6–4 |
| 1985 | Abierto de EE. UU.   | Pam Shriver         | Claudia Kohde-Kilsch Helena Suková   | 6–7, 6–2, 6–3 |
| 2003 | Abierto de EE. UU.   | Svetlana Kuznetsova | Virginia Ruano Pascual Paola Suárez  | 6–2, 6–3      |

## Finales de Grand Slam dobles mixtos (16)

### Victorias (10)
| Año  | Campeonato             | Compañero       | Rivales                                 | Marcador             |
| 1974 | Roland Garros          | Iván Molina     | Rosalia Reyes Darmon Marcelo Lara       | 6–3, 6–3             |
| 1985 | Roland Garros (2)      | Heinz Günthardt | Paula Smith Francisco González          | 2–6, 6–3, 6–2        |
| 1985 | Wimbledon              | Paul McNamee    | Elizabeth Sayers Smylie John Fitzgerald | 7–5, 4–6, 6–2        |
| 1985 | Abierto de EE. UU.     | Heinz Günthardt | Elizabeth Sayers Smylie John Fitzgerald | 6–3, 6–4             |
| 1987 | Abierto de EE. UU. (2) | Emilio Sánchez  | Betsy Nagelsen Paul Annacone            | 6–4, 6–7(6), 7–6(12) |
| 1993 | Wimbledon (2)          | Mark Woodforde  | Tom Nijssen Manon Bollegraf             | 6–3, 6–4             |
| 1995 | Wimbledon (3)          | Jonathan Stark  | Cyril Suk Gigi Fernández                | 6–4, 6–4             |
| 2003 | Abierto de Australia   | Leander Paes    | Eleni Daniilidou Todd Woodbridge        | 6–4, 7–5             |
| 2003 | Wimbledon (4)          | Leander Paes    | Anastassia Rodionova Andy Ram           | 6–3, 6–3             |
| 2006 | Abierto de EE. UU. (3) | Bob Bryan       | Květa Hrdličková Peschke Martin Damm    | 6–2, 6–3             |

### Finalista (6)
| Año  | Campeonato           | Compañero       | Rivales                            | Marcador      |
| 1986 | Wimbledon            | Heinz Günthardt | Kathy Jordan Ken Flach             | 6–3, 7–6(7)   |
| 1986 | Abierto de EE. UU.   | Peter Fleming   | Raffaella Reggi Sergio Casal       | 6–4, 6–4      |
| 1988 | Abierto de Australia | Tim Gullickson  | Jana Novotná Jim Pugh              | 5–7, 6–2, 6–4 |
| 1993 | Abierto de EE. UU.   | Mark Woodforde  | Helena Suková Todd Woodbridge      | 6–3, 7–6(6)   |
| 2004 | Abierto de Australia | Leander Paes    | Elena Bovina Nenad Zimonjić        | 6–1, 7–6(3)   |
| 2005 | Roland Garros        | Leander Paes    | Daniela Hantuchová Fabrice Santoro | 3–6, 6–3, 6–2 |

## Títulos individuales (167)
- 1974
  - Orlando

- 1975
  - Washington D. C., Boston, Denver, Charlotte

- 1976
  - Houston, Sídney

- 1977
  - Washington D. C., Houston, Minnesota, Detroit, Edinburgh, Charlotte

- 1978
  - Wimbledon, Virginia Slims Championships, Washington D. C., Houston, Los Ángeles, Chicago, Seattle, Detroit, Kansas City, Eastbourne, Phoenix

- 1979
  - Wimbledon, Avon Championships, Oakland, Houston, Dallas, Chicago, Richmond, Atlanta, Phoenix, Brighton

- 1980
  - Colgate Series Championships, Kansas City, Chicago, Los Ángeles, Oakland, Dallas, Amelia Island, Orlando, Montreal, Richmond, Tokio

- 1981
  - Abierto de Australia, Avon Championships, Los Ángeles, Cincinnati, Dallas, Chicago, Orlando, US Indoors, Tampa, Tokio [Lions Cup]

- 1982
  - Roland Garros, Wimbledon, Toyota Championships, Eastbourne, Abierto de Canadá, Filderstadt, Washington D. C., Seattle, Chicago, Kansas City, Dallas, Sídney, Hilton Head, Orlando, Brighton

- 1983
  - Abierto de Australia, Wimbledon, Abierto de EE. UU., Virginia Slims Championships, Eastbourne, Abierto de Canadá, Tampa, Filderstadt, Tokio [Lions Cup], Hilton Head, Washington D. C., Houston, Chicago, Dallas, Orlando, Los Ángeles

- 1984 (todos ganados en 74 partidos consecutivos)
  - Roland Garros, Wimbledon, Abierto de EE. UU., Virginia Slims Championships [marzo], Amelia Island, Eastbourne, US Indoors, Sídney, Orlando, Newport, Mahwah, Fort Lauderdale, Nueva Orleans

- 1985
  - Abierto de Australia, Wimbledon, Virginia Slims Championships [marzo], Miami, Eastbourne, Sídney, Washington D. C., Houston, Dallas, Orlando, Fort Lauderdale, Brisbane

- 1986
  - Wimbledon, Abierto de EE. UU., Virginia Slims Championships [marzo], Virginia Slims Championships [noviembre], Eastbourne, Washington D. C., Filderstadt, US Indoors, Chicago, Dallas, Los Ángeles, Nueva Orleans, Nueva Inglaterra [enero], Nueva Inglaterra [noviembre]

- 1987
  - Wimbledon, Abierto de EE. UU., Filderstadt, Chicago

- 1988
  - Dallas, Oakland, Washington D. C., Nueva Inglaterra, Chicago, Hilton Head, Amelia Island, Eastbourne, Filderstadt

- 1989
  - Los Ángeles, Dallas, Nueva Inglaterra, Sídney, Tokio [Pan Pacific], Birmingham, Eastbourne, Abierto de Canadá

- 1990
  - Wimbledon, Chicago, Washington D. C., Indian Wells, Hilton Head, Eastbourne

- 1991
  - Chicago, Palm Springs, Birmingham, Eastbourne, Oakland

- 1992
  - Chicago, US Hardcourts, Los Ángeles, Filderstadt

- 1993
  - Tokio [Pan Pacific], Paris Indoors, Eastbourne, Los Ángeles, Oakland

- 1994
  - Paris Indoors

## Resultados

### Grand Slam
| Torneo                    | 1973  | 1974  | 1975  | 1976  | 1977  | 1978  | 1979  | 1980  | 1981  | 1982  | 1983  | 1984  | 1985  | 1986  | 1987  | 1988  | 1989  | 1990  | 1991  | 1992  | 1993  | 1994  | 1995- 2003 | 2004  | Carrera WR | Carrera V-D |
| ------------------------- | ----- | ----- | ----- | ----- | ----- | ----- | ----- | ----- | ----- | ----- | ----- | ----- | ----- | ----- | ----- | ----- | ----- | ----- | ----- | ----- | ----- | ----- | ---------- | ----- | ---------- | ----------- |
| Abierto de Australia      | A     | A     | F     | A     | A / A | A     | A     | SF    | G     | F     | G     | SF    | G     | ND    | F     | SF    | CF    | A     | A     | A     | A     | A     | A          | A     | 3 / 10     | 46-7        |
| Roland Garros             | CF    | CF    | F     | A     | A     | A     | A     | A     | CF    | G     | 4R    | G     | F     | F     | F     | 4R    | A     | A     | A     | A     | A     | 1R    | A          | 1R    | 2 / 13     | 51-11       |
| Wimbledon                 | 3R    | 1R    | CF    | SF    | CF    | G     | G     | SF    | SF    | G     | G     | G     | G     | G     | G     | F     | F     | G     | CF    | SF    | SF    | F     | A          | 2R    | 9 / 23     | 120-14      |
| Abierto de Estados Unidos | 1R    | 3R    | SF    | 1R    | SF    | SF    | SF    | 4R    | F     | CF    | G     | G     | F     | G     | G     | CF    | F     | 4R    | F     | 2R    | 4R    | A     | A          | A     | 4 / 21     | 89-17       |
| Grand Slam WR             | 0 / 3 | 0 / 3 | 0 / 4 | 0 / 2 | 0 / 2 | 1 / 2 | 1 / 2 | 0 / 3 | 1 / 4 | 2 / 4 | 3 / 4 | 3 / 4 | 2 / 4 | 2 / 3 | 2 / 4 | 0 / 4 | 0 / 3 | 1 / 2 | 0 / 2 | 0 / 2 | 0 / 2 | 0 / 2 | 0 / 0      | 0 / 2 | 18 / 67    | N/A         |
| Grand Slam V-D            | 5-3   | 5-3   | 17-4  | 5-2   | 9-2   | 11-1  | 11-1  | 11-3  | 19-3  | 20-2  | 23-1  | 25-1  | 25-2  | 20-1  | 25-2  | 18-4  | 16-3  | 10-1  | 10-2  | 6-2   | 8-2   | 6-2   | 0-0        | 1-2   | N/A        | 306-49      |

ND = torneo no celebrado.
A = ausente.